# 高速ばぁば
『高速ばぁば』（こうそくばあば）は、2012年に製作された日本映画。主演は未来穂香、北山詩織、後藤郁、監督は内藤瑛亮。キャッチコピーは、「アイドルだって呪い殺す」。「恐怖は寄生する」。ホラー映画初のターボばあちゃんを題材にした映画である。

## 概要
2013年に企画されたホラー三部作（『カルト』、『高速ばぁば』、『トーク・トゥ・ザ・デッド』）の一つで、内藤瑛亮を監督に製作され、2013年7月27日にユーロスペースのレイト・ショーで公開された。また劇場公開前の2013年6月1日にTOブックスから福谷修による小説版が発売されている。

## あらすじ
ジャージ姿の3人組アイドルグループ「ジャージガール」のアヤネ（未来穂香）、ナナミ（北山詩織）、マユコ（後藤郁）はある番組の企画でレポーターとして廃墟となった老人ホームを訪れる。ロケ前にバンの車内でホッチキスの針でリーダーのアヤネが左の頬に傷を負ってしまう。廃墟に到着後、一人で先行して肝試しを行ったアヤネは老人の影に襲われ入院する。その後、自宅に帰宅するも3人の周りで奇怪な現象が続発する。ビデオに映った不気味な影、そして、アヤネは頬の傷が治らなくなりジャージガールの脱退を余儀なくされ、残った2人の身体にも不気味な症状が次々と現れる。マネージャーやディレクターなど周囲の人々にも呪いが広がっていく中、彼女らは恐怖の連鎖を食い止めるべく、再び老人ホームを訪れる。

## 登場人物
上坂綾音（アヤネ）/高速ばぁば（人間態）：未来穂香：星野晶子（老婆化したアヤネ）
本作の主人公でアイドルグループ「ジャージガール」のリーダー格でセンター。人間離れした美しさを持つ美少女で高校一年生の16歳。得意なスポーツはサッカーという設定。家は母子家庭である。番組の企画で廃墟の老人ホームを訪れ、高速ばぁばに遭遇し襲われる。冷めた性格で喋り方は一見現代っ子風で冷たい印象を受けるが、実は友人思いの優しい性格であったことがわかる。人気に嫉妬したナナミ、マユコに嵌められて左の頬に傷を負う。ばぁばのウイルスにより老婆化し元の容姿をばぁばにコピーされ、その恐怖と絶望の中でばぁばにより母親共々殺害される。以降はアヤネの姿をコピーしたばぁばである。愛称は「アヤネン」。
ジャージガール
B級の売り出し中アイドルグループ。決め台詞は「わたしたちぃ、運動大好きアイドル。ジャージガールです」。小説ではジャージガールのメンバーは全員、活動中は上はジャージに下はミニスカート、ソックスに運動靴というのが正装である。映画版ではアヤネのみ下がミニスカートで中はブルマかスパッツ。ナナミとマユコは上はジャージに下はショートパンツという服装である。曲は「女子力♡わっしょい」。
家永七海（ナナミ）：北山詩織
ジャージガールのメンバーの一人で16歳の高校一年生。アヤネの自宅で高速ばぁばに遭遇する。ばぁばを倒すが自身も老婆にされてしまう。小説では危険な奇病として病院に隔離・監禁される。愛称は「ナナミン」。
柚木真夕子（マユコ）：後藤郁
ジャージガールのメンバーの一人で高校二年生の17歳。ナナミを唆し、アヤネを嵌める。ナナミを庇いばぁばと戦って死亡。愛称は「ユノマユ」。
榎本信也：岡田義徳
ディレクター。ただの肝試しの企画だと思っていたが、予想外の恐怖体験をすることとなる。映画では両足を呪いで折られた後、行方不明となるが小説ではエレベーターシャフトに落とされエレベーターに潰され死亡する。
望月千里：中村愛美
ジャージガールのやり手のマネージャー。元グラビアアイドル。映画では佐紀にドアで腕を挟まれて負傷し、精神に異常をきたす。小説では新たなばぁばを生み出し消息不明となり、老人ホームの近くの山の中で頭の上半分を引きちぎられた死体となって発見される。
高速ばぁば：小野敦子
老人ホームに巣食う老婆の霊。高速で移動するターボばあちゃんである。設定はターボばあちゃんとひきこさんと鬼婆をモチーフにしている。その正体は虐待され老人ホームを封鎖され監禁された老人達が製作した人形に老人達が付けた血液と怨念が合わさって誕生した動く老婆の人形である。小説では他に戦国時代に山の神への生贄にされた女性達の怨念も合わさっている。不衛生な環境により発生した老人ホームの未知のウイルスを爪に纏っており、切られた相手を老化させまた若さを吸い取り、自身がその姿をコピーすることができる。自身は不死身のようで爪で切られた相手は新たなるばぁばを誕生させて死亡する。アヤネの自宅でアヤネの姿でナナミと交戦し、ナナミに果物ナイフで刺殺されるが復活しナナミの若さを吸収し姿を消す。小説ではナナミに刺殺されて倒されたが、ナナミの頬を切り裂きナナミを老婆化させる。
上坂佐紀：大家由祐子
アヤネの母でシングルマザー。親しみやすいアヤネと違いとっつきにくい性格で老婆化したアヤネを虐待する。最後はアヤネ共々ばぁばに殺される。
峰岸英次
小説に登場。産業廃棄物を捨てるアルバイトをしており、冒頭で老人ホームに産業廃棄物を捨てに来た男。三十代。ばぁばの化けた少女に舌を食い千切られ、そのまま血を啜られて死亡。
塚田守
小説に登場。峰岸の先輩でアヤネのグラビアに夢中になる大柄な男。四十代。ばぁばに殺害され老人ホームに引きずり込まれる。
渋川：中村有志
老人ホームの経営者。施設の老人達を監禁したまま逃亡し、その後の消息は不明。小説ではなんらかの理由で死亡していた。

## スタッフ
- 監督・脚本：内藤瑛亮
- プロデューサー：一瀬隆重
- 撮影：中瀬慧
- 照明：玉川直人
- 美術：山川邦彦
- 特殊メイク：百武朋
- 視覚効果：本田貴雄
- スタイリスト：棚橋公子
- メイク：五十嵐広美
- 録音：大森博之
- 音楽：有田尚史
- 音響効果：中村翼
- 編集：深沢佳文
- キャスティング：山口正志
- 助監督：亀谷英司
- 製作担当：中村哲
- 製作：NEXT MEDIA ANIMATION ダブル・フィールド
- 制作プロダクション：オズ
- 配給：トラヴィス

## 小説
2013年6月1日にTO文庫より発売。内藤瑛亮原作、ノベライズは福谷修が担当。映画を原作としている。